# Chiến tranh Ý-Ethiopia thứ hai
Chiến tranh Ý-Ethiopia thứ nhì, cũng được gọi là Chiến tranh Ý-Abyssinia lần thứ hai, là một cuộc chiến tranh thuộc địa đã diễn ra từ ngày 3 tháng 10 năm 1935 cho đến năm 1939, mặc dù Addis Ababa bị thất thủ vào ngày 5 tháng 5 năm 1936. Cuộc chiến đã diễn ra giữa các lực lượng vũ trang của Vương quốc Ý và của Đế quốc Ethiopia (còn được gọi là Abyssinia). Ethiopia bị đánh bại, sáp nhập và bị quân đội chiếm đóng. Đế chế Ethiopia đã trở thành một phần của thuộc địa Ý của Ý Đông Phi. Cuộc chiến đấu tiếp tục cho đến khi Ý bị đánh bại ở Đông Phi vào năm 1941, trong Chiến dịch Đông Phi của Chiến tranh thế giới thứ hai.
Ý và Ethiopia là thành viên của Hội Quốc Liên nhưng Hội Quốc Liên không thể kiểm soát Ý hoặc bảo vệ Ethiopia khi Ý vi phạm Điều X của Hiến chương Hội Quốc Liên. Cuộc khủng hoảng Abyssinia năm 1935 thường được xem là một minh chứng rõ ràng về sự thiếu hiệu quả của Hội Quốc Liên.
Chiến thắng của Ý trùng hợp với thời nắm quyền của nhà độc tài Benito Mussolini và chế độ phát xít trong và ngoài nước. Ethiopia được sáp nhập vào Eritrea và Somaliland của Ý vào Châu Phi Orientale Italiana (Đông Phi thuộc Ý).